# Takyeh-ye Nāveh
Takyeh-ye Nāveh (persiska: تكيه ناوه) är en ort i Iran.   Den ligger i provinsen Alborz, i den norra delen av landet, 90 km nordväst om huvudstaden Teheran. Takyeh-ye Nāveh ligger 1 797 meter över havet och antalet invånare är 157.
Terrängen runt Takyeh-ye Nāveh är kuperad söderut, men norrut är den bergig.Runt Takyeh-ye Nāveh är det ganska tätbefolkat, med 93 invånare per kvadratkilometer. Närmaste större samhälle är Abyek, 14,8 km söder om Takyeh-ye Nāveh. Trakten runt Takyeh-ye Nāveh består i huvudsak av gräsmarker.